# Shake It Up (песня)
Shake It Up (с англ. — «Встряхнись») — десятый в общем и первый с альбома Shake It Up сингл американской рок-группы The Cars, вышедший 9 ноября 1981 года на лейбле Elektra Records. Хотя впервые она появилась в 1981 году, на самом деле она была написана несколькими годами ранее автором песен и вокалистом группы Риком Окасеком. Песня стала одной из самых популярных песен The Cars, достигнув четвёртого места в Billboard Hot 100 и второго места в чарте Billboard Top Tracks в начале 1982 года. С песней «Cruiser» в качестве Би-сайда он достиг 14-го места в чарте Billboard Disco Top 80.

## О песне
Песня в основном основана на танцевальном попе как своём основном жанре, с элементами поп-рока. Окасек назвал песню «большим возвращением к поп-музыке» после более арт-рокового стиля предыдущего альбома Panorama. Добавьте к этому синтезаторные линии клавишника Грега Хоукса, ассоциирующиеся с инструментами групп, которые в то время назывались «новой волной», и это станет ярким примером смешения жанров The Cars.
Барабанщик Дэвид Робинсон сказал, что сначала он даже не хотел записывать эту песню, так как она «крутилась годами. Это никогда не звучало хорошо. Мы записали его пару раз в студии и выбросили, и мы собирались попробовать его ещё раз, и я боролся со всеми… Поэтому мы подумали, давайте начнем всё сначала, как будто мы никогда его даже не слышали — полностью изменим каждую часть — и мы сделали. Затем, когда всё было закончено и всё собрано воедино, это было похоже на совершенно новую песню».
Гитарист Эллиот Истон сказал, что хотел, чтобы его соло звучало словно «два парня обмениваются». Сначала он играет на Fender Telecaster в стиле кантри, затем в середине соло переключается на гитару Gibson для более тяжелого рок-звучания.

## Текст
В песне упоминаются танцевальные движения, причёски и весёлое времяпровождение. Однако басист Бенджамин Орр заявил, что песня рассказывает историю о том, как важно оставить след в жизни, «дать им понять, что ты на самом деле значишь» (let them know what you really mean). Таким образом, в песне есть экзистенциальный элемент, а также простое послание.
С тех пор Окасек отклонил текст песни, сказав: «Я не горжусь текстом песни 'Shake It Up'».

## Каверы
- Чилийская группа Los Prisioneros сделала кавер песни «Shake It Up» под названием «Pa Pa Pa» на своём альбоме La cultura de la basura.
- Кавер-версия песни была сделана Purr Box для трибьют-альбома Substitution Mass Confusion: A Tribute to The Cars.

## Список композиций
Слова и музыка всех песен — Рик Окасек.
| №  | Название                               | Основной вокал | Длительность |
| -- | -------------------------------------- | -------------- | ------------ |
| 1. | «Shake It Up» (с англ. — «Встряхнись») | Окасек         | 3:32         |

| №  | Название                        | Основной вокал | Длительность |
| -- | ------------------------------- | -------------- | ------------ |
| 1. | «Cruiser» (с англ. — «Крейсер») | Бенджамин Орр  | 4:54         |

### Франция 33 ⅓" Сингл
| №  | Название                               | Основной вокал | Длительность |
| -- | -------------------------------------- | -------------- | ------------ |
| 1. | «Shake It Up» (с англ. — «Встряхнись») | Окасек         | 3:32         |

| №  | Название                                      | Основной вокал | Длительность |
| -- | --------------------------------------------- | -------------- | ------------ |
| 1. | «Maybe Baby» (с англ. — «Детка "Может Быть"») | Окасек         | 5:04         |

## Участники записи
- Рик Окасек — ритм-гитара, вокал (Shake It Up, Maybe Baby), бэк-вокал (Cruiser)
- Эллиот Истон — соло-гитара, бэк-вокал
- Бенджамин Орр — бас-гитара, вокал (Cruiser), бэк-вокал (Shake It Up, Maybe Baby)
- Дэвид Робинсон — ударные, перкуссия
- Грег Хоукс — клавишные, бэк-вокал

## Чарты
| Чарт (1982)                                       | Наивысшая позиция |
| ------------------------------------------------- | ----------------- |
| Австралия (Kent Music Report)                     | 10                |
| Канада (RPM Top Singles)                          | 7                 |
| Нидерланды (Single Top 100)                       | 48                |
| Нидерланды (Nederlandse Top 40)                   | 3                 |
| Новая Зеландия (Recorded Music NZ)                | 26                |
| США (Billboard Hot 100)                           | 4                 |
| США (Billboard Dance Club Songs) · with "Cruiser" | 14                |
| США (Billboard Mainstream Rock)                   | 2                 |
| US Cash Box Top 100 Singles                       | 3                 |

| Чарт (2019)                                                | Наивысшая позиция |
| ---------------------------------------------------------- | ----------------- |
| US Rock Digital Songs\|Rock Digital Song Sales (Billboard) | 21                |

| Чарт (1982)                   | Позиция |
| ----------------------------- | ------- |
| Australia (Kent Music Report) | 71      |
| Canada Top Singles (RPM)      | 56      |
| US Billboard Hot 100          | 23      |
| US Cash Box Top 100 Singles   | 23      |